# Ju-Jitsu en los Juegos Mundiales de 2022
El Ju-Jitsu en los Juegos Mundiales de 2022 es uno de los deportes que forman parte de los Juegos Mundiales de 2022 celebrados en Birmingham, Alabama durante el mes de julio de 2022, y se llevó a cabo en el Birmingham Southern College.

## Resultados

### Pelea
| Evento          | Oro                       | Plata                | Bronce            |
| --------------- | ------------------------- | -------------------- | ----------------- |
| Masculino 62 kg | Bohdan Mochulskyi         | Alejandro Viviescas  | Ecco van der Veer |
| Masculino 69 kg | Jaschar Salmanow          | Ivan Della Croce     | Tim Toplak        |
| Masculino 77 kg | Simon Attenberger         | Lucas Andersen       | Boy Vogelzang     |
| Masculino 85 kg | Nikola Trajković          | Donny Donker         | Daniel Zmeev      |
|                 |                           |                      |                   |
| Femenino 48 kg  | Kanjutha Phattaraboonsorn | Athanasia Zariopi    | Sandra Badie      |
| Femenino 57 kg  | Licai Pourtois            | Christina Koutoulaki | Rebekka Dahl      |
| Femenino 63 kg  | Juliana Ferreira          | Orapa Senatham       | Lilian Weiken     |
| Femenino 70 kg  | Annalena Bauer            | Chloé Lalande        | Liva Tanzer       |

### Ne-waza
| Evento          | Oro             | Plata                      | Bronce            |
| --------------- | --------------- | -------------------------- | ----------------- |
| Masculino 69 kg | Florian Bayili  | Mohamed Al-Suwaidi         | Viki Dabush       |
| Masculino 77 kg | Nimrod Ryeder   | Ali Munfaredi              | Michael Sheehan   |
| Masculino 85 kg | Faisal Al-Ketbi | Abdurahmanhaji Murtazaliev | Saar Shemesh      |
| Masculino Libre | Faisal Al-Ketbi | Seif-Eddine Houmine        | Saar Shemesh      |
|                 |                 |                            |                   |
| Femenino 48 kg  | Vicky Hoang     | Kanjutha Phattaraboonsorn  | Irina Brodski     |
| Femenino 57 kg  | Meshy Rosenfeld | Galina Duvanova            | Laurence Fouillat |
| Femenino 63 kg  | Maja Povšnar    | Rony Nisimian              | Shamma Al-Kalbani |
| Femenino Libre  | Meshy Rosenfeld | Bogdana Golub              | Shamma Al-Kalbani |

### Equipos
| Evento          | Oro | Plata | Bronce |
| --------------- | --- | --- | --- |
| Pareja Mixta    | Tailandia Lalita Yuennan Warawut Saengsriruang                                                                      | Bélgica · Charis Gravensteyn · Ian Lodens | Suiza · Sofia Jokl · Thomas Schönenberger |
| Equipo Nacional | Francia Sandra Badie Valentin Blumental Juliana Ferreira Laurence Fouillat Percy Kunsa Chloé Lalande Julien Mathieu | Alemania · Simon Attenberger · Annalena Bauer · Irina Brodski · Julia Paszkiewicz · Jaschar Salmanow · Johannes Tourbeslis · Lilian Weiken · Daniel Zmeev | Países Bajos · Genevieve Bogers · Anne van der Brugge · Lidija Caković · Donny Donker · Aafke van Leeuwen · Ecco van der Veer · Boy Vogelzang · Stefan Vukotić |

## Medallero
| Rank                | País                   | Oro | Plata | Bronce | Total |
| ------------------- | ---------------------- | --- | ----- | ------ | ----- |
| 1                   | Alemania               | 3   | 1     | 3      | 7     |
| 1                   | Israel                 | 3   | 1     | 3      | 7     |
| 3                   | Tailandia              | 2   | 2     | 0      | 4     |
| 4                   | Emiratos Árabes Unidos | 2   | 1     | 2      | 5     |
| 5                   | Bélgica                | 2   | 1     | 0      | 3     |
| 6                   | Francia                | 2   | 0     | 2      | 4     |
| 7                   | Serbia                 | 1   | 1     | 0      | 2     |
| 7                   | Ucrania                | 1   | 1     | 0      | 2     |
| 9                   | Canadá                 | 1   | 0     | 1      | 2     |
| 9                   | Eslovenia              | 1   | 0     | 1      | 2     |
| 11                  | Grecia                 | 0   | 2     | 0      | 2     |
| 12                  | Países Bajos           | 0   | 1     | 3      | 4     |
| 13                  | Dinamarca              | 0   | 1     | 2      | 3     |
| 14                  | Baréin                 | 0   | 1     | 0      | 1     |
| 14                  | Colombia               | 0   | 1     | 0      | 1     |
| 14                  | Kazajistán             | 0   | 1     | 0      | 1     |
| 14                  | Kirguistán             | 0   | 1     | 0      | 1     |
| 14                  | Marruecos              | 0   | 1     | 0      | 1     |
| 19                  | Suiza                  | 0   | 0     | 1      | 1     |
| Totales (19 países) | Totales (19 países)    | 18  | 17    | 18     | 53    |